# Gustav Schwab (Schauspieler)
Gustav Schwab (* 8. Juli 1866 in Amsterdam; † 16. April 1944 in Wiesbaden) war ein Theaterschauspieler.

## Leben
Schwab begann seine Bühnenlaufbahn 1886 in Halle, war dann 1888 in Bern, 1889 in Zwickau, 1890 in Frankfurt an der Oder, von 1891 bis 1893 in Elberfeld, 1894 am Residenztheater Hannover, 1895 am Residenztheater Wiesbaden, 1897 am Hoftheater Dresden, 1898 in Barmen, 1899 in Krefeld und von 1900 bis mindestens 1902 erneut in Wiesbaden. Dort erwies er sich gleich in seiner ersten Rolle als „Fleming“ in Großstadtluft als äußerst talentvoller Schauspieler.
Als Bonvivant und jugendlicher Liebhaber war er wohl am besten, aber auch Charakterrollen, und insbesondere blasierte Lebemänner wusste er mit großem Erfolg darzustellen. Schwab war einer der vielseitigsten Schauspieler der Hofbühne, dessen elegantes Auftreten, geistreiche Detaillierungskunst, Humor wie lebenswahre Charakterzeichnung mit Recht hervorgehoben und anerkannt wurde. Er galt als einer der besten Darsteller des dekadenten Typus. Aber auch sein „Herzog“ in Fremde, „Bolingbroke“, „Bolz“ etc. waren prächtige Leistungen.